# Голувкі-Малі
Голувкі-Малі (пол. Hołówki Małe) — село в Польщі, у гміні Юхновець-Косьцельний Білостоцького повіту Підляського воєводства. Населення — 97 осіб (2011).
У 1975—1998 роках село належало до Білостоцького воєводства.

## Демографія
Демографічна структура станом на 31 березня 2011 року:
|          | Загалом | Допрацездатний вік | Працездатний вік | Постпрацездатний вік |
| -------- | ------- | ------------------ | ---------------- | -------------------- |
| Чоловіки | 45      | 12                 | 28               | 5                    |
| Жінки    | 52      | 12                 | 27               | 13                   |
| Разом    | 97      | 24                 | 55               | 18                   |